# Национална волейболна лига мъже
Националната волейболна лига организира професионалните първенства на България по волейбол за мъже. efbet Супер Волей е най-високото ниво на мъжки волейбол в България, състезание в професионална лига за волейболни клубове, разположени в страната. Първенството се провежда всяка година от създаването си през 1945 г. насам, като името се е променяло през годините. Националният първенец на България представя страната в европейските клубни турнири по волейбол, a последните два отбора отпадат във Висшата лига (втория ешелон на мъжкото първенство). През сезон 2024/25 участват 12 отбора.
Според последната класация на европейските волейболни лиги, съставена от Европейска конфедерация по волейбол, българското първенство е класирана на 13-о място в класацията от 56 първенства.

## Отбори през сезон 2024/25
- ВК „ЦСКА“ София
- ВК „Пирин“ Разлог
- ВК „Нефтохимик 2010“ Бургас
- ВК "Локомотив Авиа" Пловдив
- ВК „Левски“ София
- ВК „Монтана“ Монтана
- ВК „Добруджа 07“ Добрич
- ВК Хебър Пазарджик
- ВК "Дунав" Русе
- ВК Черно море Варна
- ВК Берое (Стара Загора)
- ВК Дея Спорт(Бургас)

## Шампиони на България по сезони
| Година  | Шампион                         | Вицешампион                   | Трето място                | Треньор                 |
| ------- | ------------------------------- | ----------------------------- | -------------------------- | ----------------------- |
| 1945    | ПСК Левски 45 (1)               | Тича-Владислав                | Раковски ФК                | Димитър Мухтарски       |
| 1946    | Чавдар Сф (1)                   | Тича-Владислав                | ПСК Левски 45              | Костадин Шопов          |
| 1947    | Чавдар Пз                       | Розова долина                 | Спартак                    | Димитър Байраклийски    |
| 1948    | „Септември“ при ЦДВ (2)         | Академик-Сф                   | Спартак                    | Костадин Шопов          |
| 1949    | ЦДНВ (3)                        | Академик                      | Спартак                    | Костадин Шопов          |
| 1950    | Спартак Сф (1)                  | Tорпедо                       | Народна войска             | Георги Кръстев(треньор) |
| 1951    | Спартак Сф (2)                  | Ударник                       | Tорпедо                    | Георги Кръстев(треньор) |
| 1952    | Ударник (1)                     | Торпедо                       | Академик                   | Иван Милев(треньор)     |
| 1953    | Ударник (2)                     | Червена звезда                | Димитрово                  | Иван Милев(треньор)     |
| 1954    | Миньор Пк (1)                   | ЦДНА                          | Ударник                    | Борис Гюдеров           |
| 1955    | Миньор Пк (2)                   | ЦДНА                          | Ударник                    | Борис Гюдеров           |
| 1956    | Ударник (3)                     | Динамо                        | ЦДНА                       | Иван Милев(треньор)     |
| 1957    | ЦДНА (4)                        | Славия                        | Левски                     | Димитър Захариев        |
| 1958    | ЦДНА (5)                        | Левски                        | Миньор                     | Димитър Захариев        |
| 1959    | Левски (2)                      | Миньор                        | Академик                   | Димитър Гигов           |
| 1960    | Миньор Пк (3)                   | Левски                        | Академик                   | Борис Гюдеров           |
| 1961    | Миньор Пк (4)                   | Академик                      | ЦДНА                       | Борис Гюдеров           |
| 1962    | ЦДНА (6)                        | Спартак                       | Левски                     | Тодор Симов             |
| 1963    | Миньор (5)                      | Академик                      | Левски                     | Борис Гюдеров           |
| 1964    | Перник (6)                      | ЦСКА                          | Академик                   | Борис Гюдеров           |
| 1965    | Миньор Пк (7)                   | Спартак                       | Левски                     | Борис Гюдеров           |
| 1966    | Академик (1)                    | Спартак                       | Миньор                     | Боян Мошелов            |
| 1967    | Спартак (3)                     | ЦСКА „Червено знаме“          | Миньор                     | Митко Димитров          |
| 1968    | ЦСКА „Червено знаме“ (7)        | Спартак                       | Миньор                     | Милко Караиванов        |
| 1969    | ЦСКА „Септемврийско знаме“ (8)  | Академик                      | Левски Спартак             | Милко Караиванов        |
| 1970    | ЦСКА „Септемврийско знаме“ (9)  | ЖСК „Славия“                  | Левски Спартак             | Милко Караиванов        |
| 1971    | ЦСКА „Септемврийско знаме“ (10) | Левски Спартак                | ЖСК „Славия“               | Милко Караиванов        |
| 1972    | ЦСКА „Септемврийско знаме“ (11) | Перник                        | Славия                     | Милко Караиванов        |
| 1973    | ЦСКА „Септемврийско знаме“ (12) | Славия                        | Академик                   | Васил Симов             |
| 1974    | Славия (4)                      | ЦСКА „Септемврийско знаме“    | Академик                   | Тодор Пиперков          |
| 1975    | Славия (5)                      | ЦСКА „Септемврийско знаме“    | Левски Спартак             | Тодор Пиперков          |
| 1976    | ЦСКА „Септемврийско знаме“ (13) | Славия                        | Левски-Спартак             | Васил Симов             |
| 1977    | ЦСКА „Септемврийско знаме“ (14) | Славия                        | Левски-Спартак             | Васил Симов             |
| 1978    | ЦСКА „Септемврийско знаме“ (15) | Левски Спартак                | Славия                     | Димитър Каров           |
| 1979    | Славия (6)                      | ЦСКА „Септемврийско знаме“    | Левски-Спартак             | Тодор Пиперков          |
| 1980    | Левски-Спартак (3)              | Миньор                        | ЦСКА „Септемврийско знаме“ | Цветан Павлов           |
| 1981    | ЦСКА „Септемврийско знаме“ (16) | Левски-Спартак                | Миньор                     | Милко Караиванов        |
| 1982    | ЦСКА „Септемврийско знаме“ (17) | Левски-Спартак                | Академик-Сф                | Милко Караиванов        |
| 1983    | ЦСКА „Септемврийско знаме“ (18) | Левски-Спартак                | Славия                     | Васил Симов             |
| 1984    | ЦСКА „Септемврийско знаме“ (19) | Левски-Спартак                | Кремиковци                 | Димитър Златанов        |
| 1985    | Левски Спартак (4)              | ЦСКА „Септемврийско знаме“    | Миньор-Пк                  | Георги Чолов            |
| 1986    | ЦСКА „Септемврийско знаме“ (20) | Славия                        | Левски Спартак             | Димитър Златанов        |
| 1987    | ЦСКА „Септемврийско знаме“ (21) | Левски Спартак                | Славия                     | Димитър Златанов        |
| 1988    | ЦСКА „Септемврийско знаме“ (22) | Левски-Спартак                | Славия                     | Димитър Златанов        |
| 1989    | ЦСКА „Септемврийско знаме“ (23) | Левски-Спартак                | Славия                     | Иван Сеферинов          |
| 1990    | ЦСКА (24)                       | Левски-Спартак                | Славия                     | Иван Сеферинов          |
| 1991    | Миньор-Кинтекс                  | ЦСКА                          | Левски-Спартак             | Стоян Стоев             |
| 1992    | Левски-Спартак (5)              | ЦСКА                          | Миньор-Кинтекс             | Христо Илиев            |
| 1993    | ЦСКА (25)                       | Миньор Бухово                 | Левски                     | Стоян Стоев             |
| 1994    | ЦСКА (26)                       | Левски                        | Славия                     |                         |
| 1995    | ЦСКА (27)                       | Славия                        | Балканкар-Трън             | Иван Николов            |
| 1996    | Славия (7)                      | ЦСКА                          | Балканкар-Трън             |                         |
| 1997    | Левски Сиконко (6)              | Добруджа (Добрич)             | ЦСКА-Ариана                | Цветан Павлов           |
| 1998    | Славия (8)                      | Левски Сиконко                | Черно море БАСК            | Георги Чолов            |
| 1999    | Левски Сиконко (7)              | Славия-Хебросгаз              | ЦСКА                       | Цветан Павлов           |
| 2000    | Левски Сиконко (8)              | ЦСКА-Роял Кейк                | Ладимекс-Перник            |                         |
| 2001    | Левски Сиконко (9)              | ЦСКА-Роял Кейк                | Черно море БАСК            |                         |
| 2001/02 | Левски Сиконко (10)             | ЦСКА-Роял Кейк                | Марек Юнион-Ивкони         | Милорад Кияц            |
| 2002/03 | Левски Сиконко (11)             | Марек Юнион-Ивкони            | ЦСКА-Рънърс                | Милорад Кияц            |
| 2003/04 | Левски Сиконко (12)             | Марек Юнион-Ивкони            | Лукойл Нефтохимик          |                         |
| 2004/05 | Левски Сиконко (13)             | Лукойл Нефтохимик             | Славия                     | Любомир Герасимов       |
| 2005/06 | Левски Сиконко (14)             | Лукойл Нефтохимик             | Пирин Балканстрой          | Мартин Стоев            |
| 2006/07 | Лукойл Нефтохимик (1)           | Левски Сиконко                | Пирин Балканстрой          | Северин Димитров        |
| 2007/08 | ЦСКА (28)                       | Марек Юнион-Ивкони            | Лукойл Нефтохимик*         | Александър Попов        |
| 2008/09 | Левски Сиконко (15)             | ЦСКА                          | Лукойл Нефтохимик          | Брунко Илиев            |
| 2009/10 | ЦСКА (29)                       | Лукойл Нефтохимик             | Левски Сиконко*            | Александър Попов        |
| 2010/11 | ЦСКА (30)                       | Пирин Балканстрой             | Лукойл Нефтохимик          | Александър Попов        |
| 2011/12 | Марек Юнион-Ивкони (1)          | Пирин Балканстрой             | Нефтохимик 2010            | Найден Найденов         |
| 2012/13 | Марек Юнион-Ивкони (2)          | „Коко волей клуб“             | Левски Волей               | Найден Найденов         |
| 2013/14 | Марек Юнион-Ивкони (3)          | „Коко волей клуб“             | Левски Боол                | Найден Найденов         |
| 2014/15 | Марек Юнион-Ивкони (4)          | Добруджа 07 (Добрич)          | Монтана Волей              | Найден Найденов         |
| 2015/16 | Добруджа 07 (Добрич)            | Нефтохимик 2010               | Монтана Волей              | Мирослав Живков         |
| 2016/17 | Нефтохимик 2010 (2)             | ЦСКА                          | Монтана Волей              | Петър Дочев             |
| 2017/18 | Нефтохимик 2010 (3)             | Монтана Волей                 | ЦСКА                       | Найден Найденов         |
| 2018/19 | Нефтохимик 2010 (4)             | ВК Хебър                      | ЦСКА                       | Николай Желязков        |
| 2019/20 | Нефтохимик 2010 (5)             | ВК Хебър                      | Добруджа 07 (Добрич)       | Николай Желязков        |
| 2020/21 | ВК Хебър (1)                    | Нефтохимик 2010               | Левски София               | Александър Попов        |
| 2021/22 | ВК Хебър (2)                    | Нефтохимик 2010               | Монтана Волей              | Камило Плачи            |
| 2022/23 | Нефтохимик 2010 (6)             | ВК Хебър                      | Левски София               | Атанас Петров (треньор) |
| 2023/24 | Левски София (16)               | ЦСКА                          | Дея Спорт (Бургас)         | Владимир Николов        |
| 2024/25 | Левски София (17)               | ВК "Локомотив Авиа" (Пловдив) | Нефтохимик 2010            | Владимир Николов        |

- Българската федерация по волейбол, приема правилник, който определя сребърните и бронзовите медалисти съгласно класирането им в редовния сезон.

Ако отборът е завършил на първо място редовния сезон, но не успява да се класира за финала, се обявява за сребърен медалист, а отборът загубил финала за бронзов.
- Забележка – финалът за сезон 2007 – 08 е между ЦСКА и ЛукОйл-Нефтохимик, но съгласно разпоредбите на БФВ отборът загубил финала се обявява за бронзов медалист, а не за вицешампион.
- Забележка – финалът за сезон 2009 – 10 е между ЦСКА и Левски-Сиконко, но и тук ситуацията е както през 2007 – 08
- Забележка – финалът за сезон 2013 – 14 е между Марек Юнион-Ивкони и Левски Боол, но за вицешампион според правилника е обявен КокоВолей Клуб-Габрово.